# Marine One
Marine One je pozivni signal kontrole leta svakog zrakoplova Korpusa mornaričkog pješaštva SAD-a (Američkih marinaca) koji prevozi Predsjednika SAD-a. Obično se odnosi na jedan od helikoptera iz eskadrile HMX-1 "Nighthawks", bilo veći VH-3D, bilo manji VH-60N Whitehawk. Oba će biti zamijenjena helikopterom VH-71 Kestrel, izvedenom inačicom AgustaWestland EH101.
Zrakoplov Američkih marinaca koji prevozi potpredsjednika SAD ima pozivni znak Marine Two.

## Poveznice
- Air Force One